# Ricasoli (Montevarchi)
Ricasoli, ex castello ridotto oggi a villaggio, è una frazione del comune di Montevarchi arroccata su un poggio a est della città che domina la strada che porta in Chianti detta appunto Chiantigiana. Non deve l'attuale nome ai signori che anticamente lo possedevano, ovvero la famiglia Ricasoli, ma è vero il contrario e cioè che dal XIV secolo il Castello di Ricasoli dette il nome ai Ricasoli che precedentemente erano detti Firidolfi.

## Storia
Fra le memorie più vetuste che rammentino il Castello di Ricasoli si attesta un documento del marzo 1067, scritto proprio nel Castello di Ricasoli indicato come territorio fiorentino, in cui si tratta della donazione fatta alla badia di Coltibuono di un pezzo di terra situata in luogo detto "Pancolo", oggi Pancole frazione di Greve in Chianti.
Il castello "ch' era munito di forte rocca" fu dichiarato nel 1187 feudo imperiale da Arrigo VI con tanto di diritti di pedaggio e, sempre nel 1187, a Pavia, l'imperatore ne investì della signoria Ranieri Firidolfi. Ma nel 1191 Arrigo VI ci ripensò e con un diploma nominò co-feudatari i conti Guidi a cui assegnava la metà del castello di Ricasoli e del suo territorio. Coabitazione riconfermata poi nel 1220 da Federico II.
Ma di lì a poco i Ricasoli liquidarono i Guidi, che successivamente vendettero ai Ricasoli anche molti altri possedimenti in Valdarno, e divennero i soli proprietari del castello. Infatti nel libro delle decime ordinate dal Comune di Firenze nel 1290, il Castello di Ricasoli fu accatastato, insieme col suo territorio, per la somma di lire 1500 e dallo stesso registro si apprende che, prima del 1290, il castello non era stato sottoposto a imposte perché i Ricasoli erano stati esentati fino a quel tempo dalle imposizioni fondiaria e personale sui beni e gli individui della famiglia. Quindi, è lecito ipotizzare che, non solo nel 1290, ma anche negli anni precedenti i conti Guidi non erano più co-feudatari del castello. Lo si può però affermare con certezza solo dal 1295 quando il castello venne registrato come appartenente soltanto a messere Ugo da Ricasoli e al 12 febbraio 1298 risultava che ne fosse unico signore Nardo del fu Cino da Ricasoli.
La signoria dei Ricasoli sul feudo durò fino al 1349 quando Albertaccio di Bindaccio vendette il castello alla Repubblica Fiorentina.

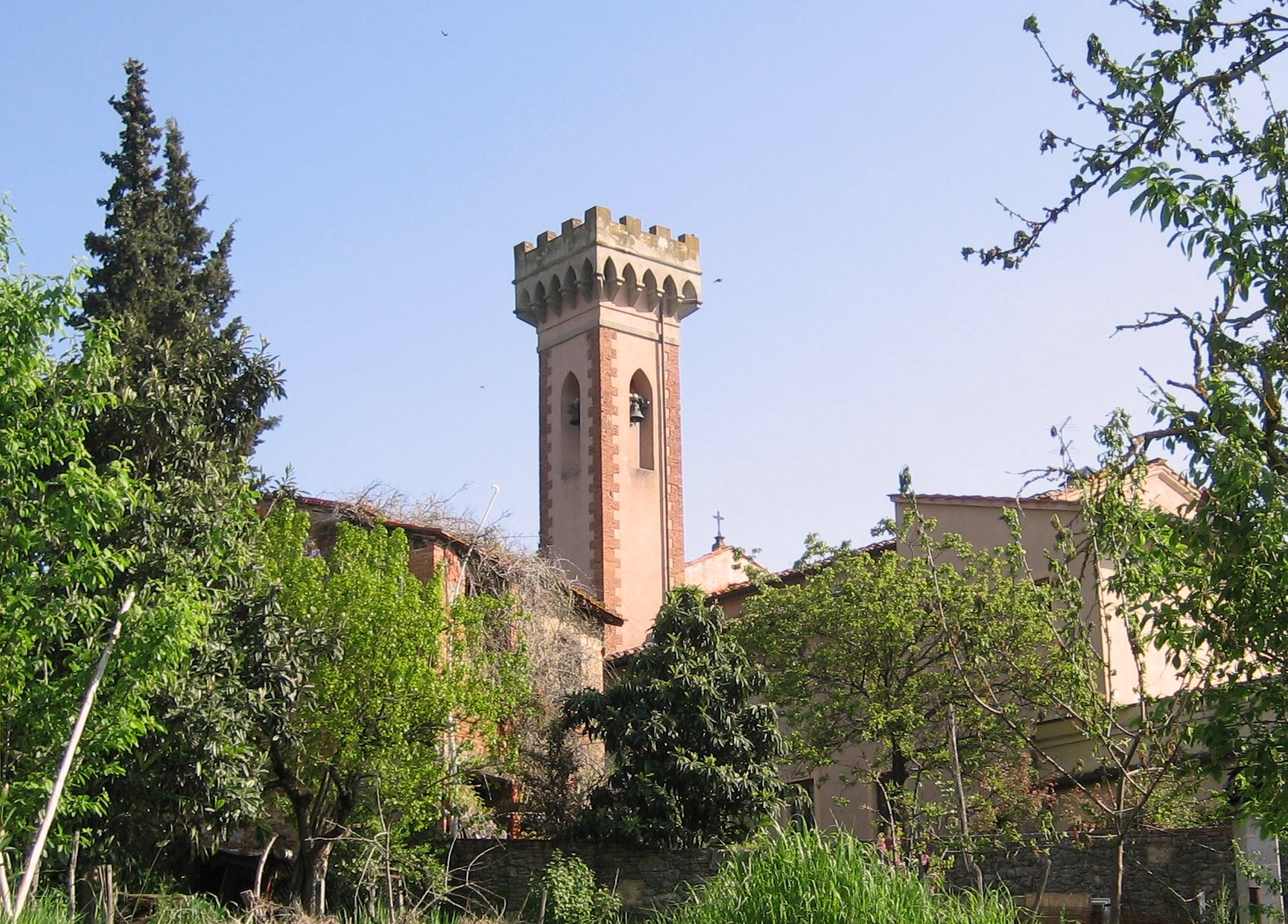
Un'antica torre del castello di Ricasoli ora campanile